# Коллисон, Патрик
Патрик Коллисон (англ. Patrick Collison) — ирландский предприниматель, совместно со своим братом Джоном Коллисоном в 2010 году основал компанию Stripe и на текущий момент занимает в ней должность CEO. В 2016 году, по версии Forbes, вошёл в список 2000 долларовых миллиардеров мира с состоянием $1,1 млрд. Он выиграл в 41-й выставке Юный ученый и технологии в 2005 году, когда ему было 16 лет. На текущий момент он живёт в Сан-Франциско.

## Биография
Патрик родился 9 сентября 1988 года в семье Дениса и Лили Коллисон. У него есть 2 младших брата, среди них Джон и Томми. Он изучил свой первый компьютерный курс в Лимерикском университете, когда ему было 8 лет, и продолжил изучать программирование в 10 лет.
В 2004-м году он выступил на 40-й выставке «Юных ученых и технологий» с проектом в области Искусственного интеллекта под псевдонимом Isaak (в честь Исаак Ньютона, которым очень восхищался). Победить ему не удалось, но он занял второе место в индивидуальном зачете. На следующий год Патрик так же принял участие в этой выставке и в этот раз победил с проектом Croma, Лисп-подобным языком программирования.
Приз — чек на €3 000 и трофей от компании Waterford Crystal — был вручен ему президентом Ирландии Мэри Мак-Элис. Его младший брат Томми принял участие в этой выставке в 2010 году с проектом в сфере блогов, основанном на проекте Патрика.
После посещения Массачусетского технологический института Патрик бросил учёбу. В 2007 году он основал в Лимерике софтверную компанию «Shuppa» (обыгрывается Ирландское слова «siopa», обозначающее «магазин») совместно со своим братом Джоном. Однако Enterprise Ireland не выделило им финансирование, и это побудило братьев переехать в Калифорнию. В особенности после того, как венчурный фонд Y Combinator проявил к ним интерес. Там они объединились с двумя выпускниками Оксфорда, Harjeet и Kulveer Taggar, в компанию с названием Auctomatic.
В Великую пятницу в марте 2008 года Патрик, будучи в возрасте 19 лет, и его брат, которому на тот момент было 17, продали Auctomatic канадской компании Live Current Media, и стали миллионерами. А в мае 2008 года он стал техническим директором в новой штаб-квартире компании в Ванкувере.
В 2010 году Патрик и Джон учредили компанию Stripe, которая получила поддержку от Питера Тиля, Илона Маска и Sequoia Capital.